# 丸山雍成
丸山 雍成（まるやま やすなり、1933年2月27日 - ）は、日本の歴史学者。専門は日本近世史、交通史。九州大学名誉教授。

## 来歴
現在の熊本県玉名市に生まれる。熊本県立玉名高等学校を経て1957年に東北大学文学部国史学科を卒業した。1965年に東北大学大学院文学研究科博士課程を修了した。
駒澤大学で講師・助教授を務めた後、1973年に九州大学助教授に移り、九州大学で教授に昇格して、九州文化史研究施設長も務めた。この間、1977年に「近世宿駅の基礎的研究」により、東北大学より文学博士号を取得した。
1994年に「日本近世交通史の研究」で日本学士院賞を受賞する。1996年に九州大学を定年退官して、名誉教授となる。同年より、西南学院大学教授を務めた。
2008年春、瑞宝中綬章を受章した。
2012年に交通史学会会長に就任した。

## 著書
- 『近世宿駅の基礎的研究』吉川弘文館 1975
- 『日本近世交通史の研究』吉川弘文館 1989
- 『九州・その歴史展開と現代』文献出版 1994
- 『封建制下の社会と交通』吉川弘文館 2001
- 『参勤交代』吉川弘文館・日本歴史叢書 2007
- 『邪馬台国魏使が歩いた道』吉川弘文館 歴史文化ライブラリー 2009

### 共著・編など
- 『柳河藩立花家文書目録』九州大学文学部国史学研究室、九州文化史研究施設編集（校訂）文献出版 1976
- 『幕藩体制の新研究』（編）文献出版 1982
- 『幕藩制下の政治と社会』（編）文献出版 1983
- 『日本の近世 第6巻　情報と交通』（編）中央公論社 1992
- 『前近代における南西諸島と九州 その関係史的研究』（編）多賀出版 1996
- 『近世交通の史的研究』（編）文献出版 1998
- 『日本近世の地域社会論』（編）文献出版 1998
- 『長崎街道 鎖国下の異文化情報路』編著 日本放送出版協会 2000
- 『日本交通史辞典』小風秀雅、中村尚史共著 吉川弘文館 2003
- 『博多・福岡と西海道』長洋一共編 吉川弘文館 2004 街道の日本史